# Pontiac Torrent
Der Pontiac Torrent ist ein von 2005 bis 2009 angebotenes Sport Utility Vehicle des ehemaligen US-amerikanischen Automobilherstellers Pontiac. Erstmals vorgestellt wurde das Fahrzeug im Jahr 2005 auf der Los Angeles Auto Show.

## Übersicht
Angetrieben wurde der Torrent von einem 3,4-Liter-Vortec-V6-Motor, der auch im Chevrolet Equinox Verwendung fand. Der Motor besitzt vier Ventile pro Zylinder, leistet 188 PS (138 kW) und ist komplett aus Aluminium gefertigt. Im Kraftstoffverbrauch soll er konkurrenzfähig mit europäischen und asiatischen Triebwerken sein. Optional war der Torrent mit Allradantrieb erhältlich, Standardausstattung war aber Frontantrieb.
Pontiac bot den Torrent im Jahr 2006 zu einem Preis von 22.990 US-$ an. Zur Ausstattung gehörte unter anderem ein MP3-fähiges Radio, rote Zifferblätter und gebürstetes Aluminium im Cockpit. Der Kunde konnte zwischen einem 5-Gang-Automatikgetriebe oder einem 6-Gang-Schaltgetriebe wählen.

Ab 2007 gab es zusätzlich den sportlichen Torrent GXP mit 3,6-Liter-V6, der 258 PS (197 kW) leistete und ein Sechsgang-Automatikgetriebe besaß. Zudem hatte der GXP verchromte Felgen, eine Lufthutze sowie ein Bodykit. Mit dem Kürzel GXP sollten besonders sportlich orientierte Pontiac versehen werden, wie unter anderem auch der G8 GXP.

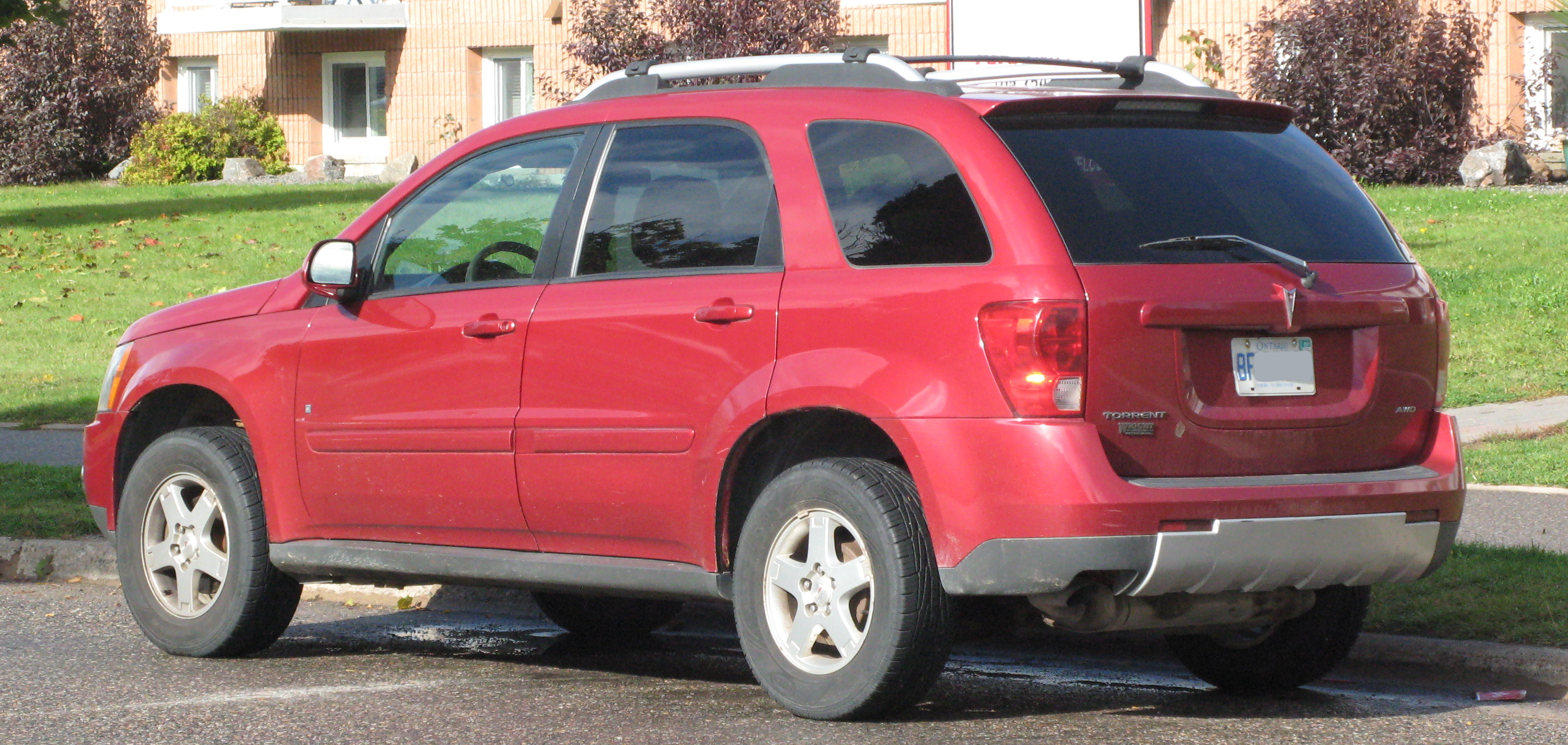
Heckansicht
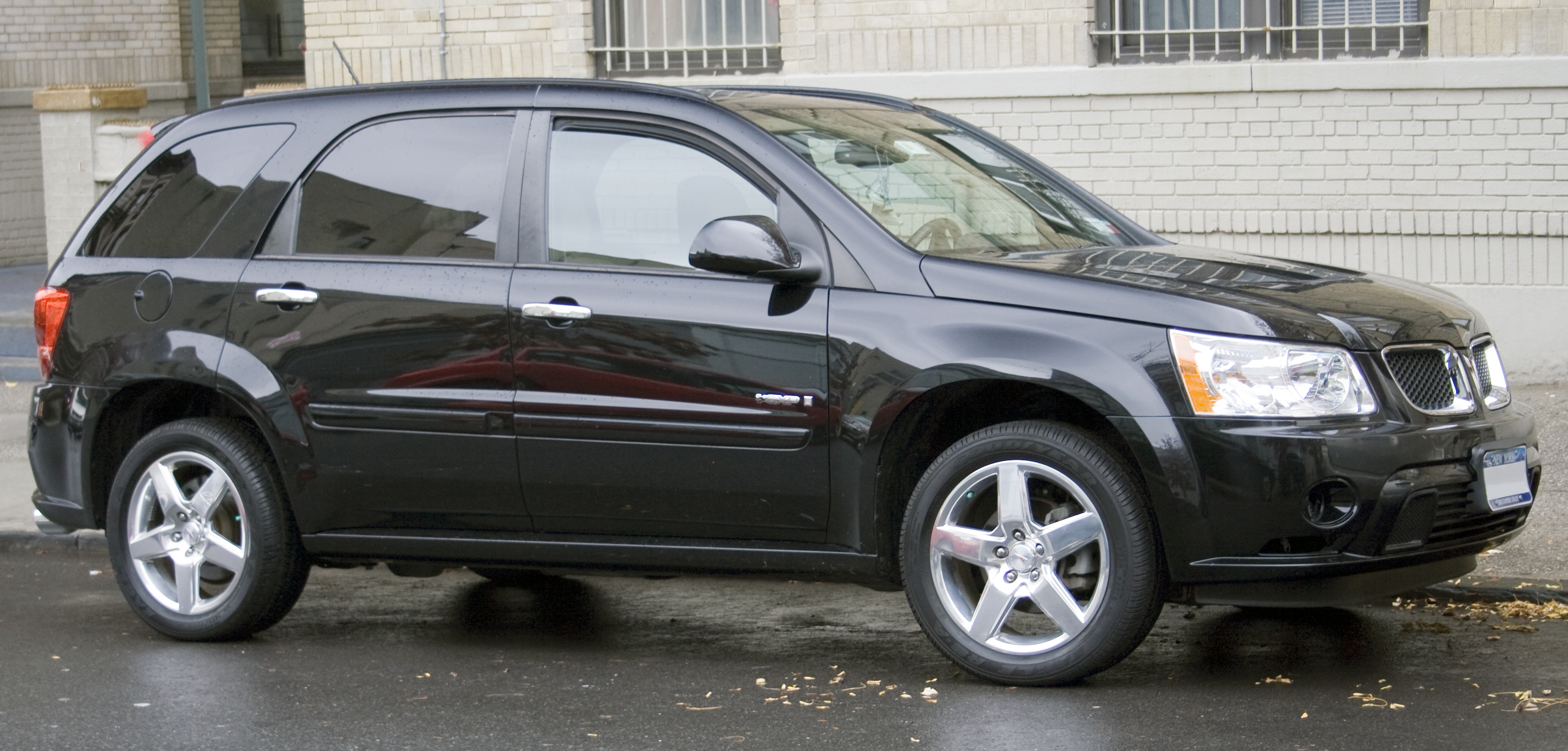
Pontiac Torrent GXP